# Dombeya quinqueseta
Dombeya quinqueseta är en malvaväxtart som först beskrevs av Alire Raffeneau Delile, och fick sitt nu gällande namn av Arthur Wallis Exell. Dombeya quinqueseta ingår i släktet Dombeya och familjen malvaväxter. Inga underarter finns listade i Catalogue of Life.